# Гидроксид эрбия(III)
Гидрокси́д э́рбия(III) (химическая формула — Er(OH)3) — неорганическое соединение эрбия. Розово-фиолетовые кристаллы, нерастворимые в воде.

## Получение
Образуется при взаимодействии оксида эрбия(III) с водой:
{\displaystyle {\ce {Er2O3 + 3H2O -> 2Er(OH)3}}},
а также солей эрбия(III) с гидроксидами щелочных металлов в водном растворе, например:
{\displaystyle {\ce {Er(NO3)3 + 3NaOH -> Er(OH)3 + 3NaNO3}}}

## Химические свойства
Гидроксид эрбия(III) реагирует с кислотами, образуя соли эрбия(III):
{\displaystyle {\ce {Er(OH)3 + 3H^+ -> Er^3+ + 3H2O}}}